# Thomas van Luyn
Thomas Theodoor Samuel van Luyn (Kinshasa, Congo, 2 maart 1968) is een Nederlands cabaretier, acteur, televisieprogrammamaker en schrijver.

## Biografie
Van Luyn woonde de eerste drie jaar van zijn leven in Kinshasa, waar zijn vader werkte voor het Nederlands Bijbelgenootschap. Nadat Van Luyn moest worden behandeld voor paratyfus, verhuisde hij met zijn ouders naar Utrecht. Hij begon aan de studie Chinastudies aan de Universiteit van Leiden, maar voltooide deze niet. Wel ontmoette hij hier Mike Boddé.
Samen met Boddé maakte Van Luyn deel uit van de cabaretgroep Ajuinen en Look. Later speelde hij met Sanne Wallis de Vries in het VPRO-televisieprogramma Waskracht!
Van Luyn is onder andere bekend van zijn imitaties van Gerard Joling, minister Remkes, Tony Blair en Harry Mulisch bij het programma Kopspijkers (zie ook de lijst van imitaties in Kopspijkers). De rol van imitator nam hij na een korte onderbreking, samen met een groot gedeelte van de Kopspijkers-ploeg, weer op zich in het programma Koppensnellers. Dit programma werd uitgezonden bij Talpa.
Vanaf januari 2005 presenteerde hij samen met Mike Boddé De Mike & Thomas Show (vanaf het vijfde seizoen De Mega Mike & Mega Thomas Show geheten), die werd uitgezonden bij de VARA. Bij dezelfde omroep was hij sinds december 2008 de vaste gast in de Nederlandse versie van het BBC-programma QI, gepresenteerd door Arthur Japin. Van Luyn vervulde  eenzelfde rol als de Britse komiek Alan Davies in de originele Britse versie. 
Vanaf september 2009 was hij een van de teamcaptains in het programma Echt Niet?!, een wetenschapsquiz van de omroep VPRO. In 2009 en 2010 had hij diverse rollen in Van Zon op Zaterdag.
Als acteur speelde Van Luyn in 2010 een gastrol in de populaire comedyserie S1NGLE. In 2011 gaf hij gestalte aan de Rolstoelpiet, een nieuw vast personage in Het Sinterklaasjournaal.
Vanaf maart 2018 was Van Luyn presentator van De Tafel van Taal.
In 2022 deed Van Luyn mee als deelnemer aan het televisieprogramma Wie is de Mol? waarin hij als laatste kandidaat afviel. 
Thomas van Luyn schrijft een wekelijkse column in Volkskrant Magazine.
Vanaf mei 2024 maakt Van Luyn samen met co-host Gijs van Engelen de podcast Geschiedenis Inside waarbij bekende historische figuren worden besproken. De podcast wordt geproduceerd door Tonny media.

### Persoonlijk
Van Luyn is getrouwd met Barbara van Erp. Ze hebben samen twee zonen.

## Solocabaretvoorstellingen
- Fanfare (1997)
- Het heelal (2000)
- Acht (2001)
- Kijk mij (2002)
- Thomas van Luyns smaakvol avondje uit (2013)
- De Grote ADHD Experivaganza (2024)

## Filmografie

### Televisie
- Waskracht! - Presentator
- Kopspijkers - Diverse typetjes (2001-2005)
- De Mike & Thomas Show - Zichzelf (2005-2009)
- Koppensnellers - Diverse typetjes (2006)
- Onder de tram - Zichzelf (2006)
- Doe Maar Normaal - Zichzelf (2007)
- QI - Vast panellid (2008-2009)
- Echt Niet?! - Teamcaptain (2009)
- De Mega Mike & Mega Thomas Show - Zichzelf (2009-2010)
- Van Zon op Zaterdag - Louis Davids (2009)
- S1NGLE - Tom (2010)
- Het Sinterklaasjournaal - Rolstoelpiet (2011)
- In goed gezelschap - Zichzelf (2012-2013)
- Cojones - Zichzelf en typetjes (2014-2016)
- Studio Snugger - Presentator (Sjoerd Snugger) (2015-heden)
- De Kleine Lettertjes - Teamcaptain (2017)
- Kiespijn - Kandidaat, team Links (2021)
- Zina - Daan (2021-2022)
- Top 2000 Quiz - Deelnemer (2021)
- Wie is de Mol? - Deelnemer (2022)
- Ik ga stuk! - Jurylid (2022)
- The Connection - Deelnemer (2023)
- The Passion 2023 - Verteller (2023)
- Hotel Hollandia - hotelmanager Theo (2023)[2]
- Speculasies - Presentator (2023-heden)
- Scrooge Live - Ebenezer Scrooge (2023)
- Top 2000 Quiz - Presentator (2023-heden)
- Rad van het Jaar - Gast (2023)
- Weet Ik Veel - Deelnemer (2024)
- BODEM - Olivier (2024)
- Popquiz Oranje - Presentator (2024)
- Moordfeest - Deelnemer (2024)
- Voor het blok - Deelnemer (2025)
- The Floor VIPS - Deelnemer (2025)[3]

### Film
- Straatcoaches vs Aliens - minister Van Heemstra (2025)

- Gemeinsame Normdatei: 1065208235
- International Standard Name Identifier: 0000 0001 3366 3319
- MusicBrainz: b6b61ab7-460a-403e-a643-2ff918b48d7d
- Virtual International Authority File: 313429642